# Monti Mengzhu
I monti Mengzhu (méngzhǔ lǐngP), noti anche come monti Mingzhu (名渚岭) sono un gruppo montuoso situato tra il Guangxi e la provincia di Hunan, una delle cinque catene che costituiscono i monti Nanling. 
Si sviluppano da nord-est a sud-ovest per una lunghezza di circa 130 km, attraversando la contea di Jiangyong, la contea autonoma di Jianghua nel sud Hunan, il distretto Babu di Hezhou e la contea autonoma di Fuchuan Yao nell'oriente di Guangxi.